# Ragged Point fyr
Ragged Point fyr är en fyr på sydvästra Barbados. Den står på en hög kulle omkring två kilometer nordväst om öns östliga punkt, East Point, och tändes första gången år 1875.
Fyren är 30 meter hög och byggd av korallsten med en svart lanternin på toppen. När den invigdes hade den en ljusvidd på 
18 sjömil.
Fyren förföll successivt och vandaliserades. Den släcktes år 2007 och fyra år senare ersattes fyrlyktan med ett varningsljus med  fast rött sken. Den tidigare fyrvaktarbostaden ligger i ruiner. Fyren renoverades år 2017 som turistattraktion.
Fyrplatsen kan besökas men fyren är stängd för allmänheten.